# D. H. 로런스

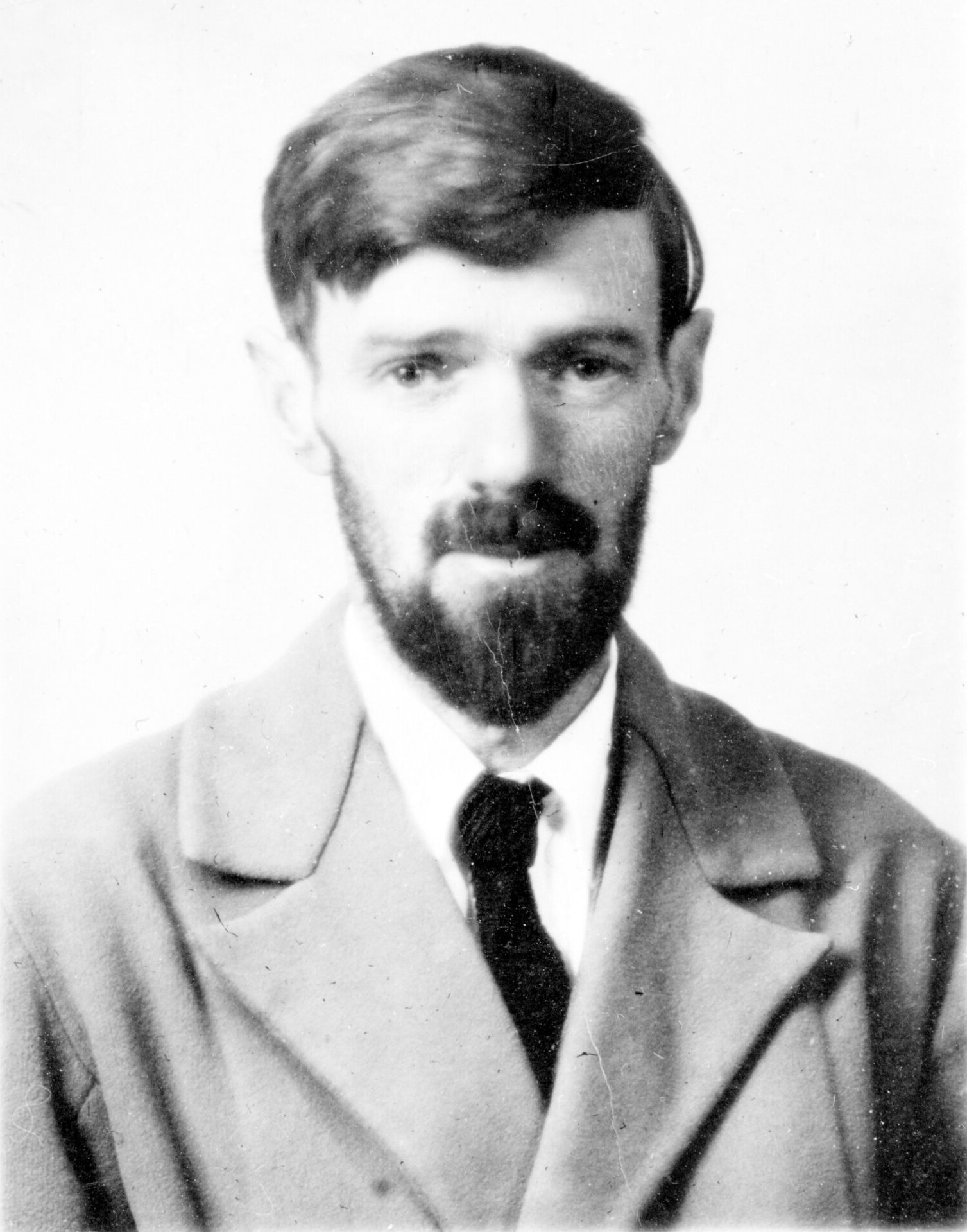

데이비드 허버트 로렌스(영어: David Herbert Lawrence, 1885년 9월 11일 ~ 1930년 3월 2일)는 영국의 소설가, 시인, 문학평론가이다.
광부의 아들로 태어나 노팅엄 대학교에서 공부하였다. 1911년, 첫 작품 <흰 공작>을 발표한 이후 성(性)에 대한 소설을 여러 편 써서 비난을 받기도 하였다. 1920년에는 <연애하는 여성들>을 발표, 성(性)에 대한 신비를 밝히고자 하였다. 그의 작품의 특색은 인간의 원시적인 성의 본능을 매우 중요시하는 데 있다. 주요 작품으로, 소설 <채털리 부인의 연인> <아들과 연인> <무지개>, 여행기 <이탈리아의 황혼> <멕시코의 아침>, 수필 <묵시록> 등이 있다.

## 생애
영국의 소설가, 시인, 극작가, 수필가, 문학비평가, 화가였던 데이비드 허버트 로런스(David Herbert Lawrence)는 1885년 9월 11일 영국 중부의 탄광촌인 노팅엄셔(Nottinghamshire)의 이스트우드(Eastwood)에서, 정식 교육을 받은 적이 없어 글을 거의 읽을 줄 모르지만 쾌활하고 활력적이며 춤과 노래에 재주가 많은 광부인 아버지 아서 존 로런스(Arthur John Lawrence)와 전직 교사였으며 청교도적인 어머니 리디아 비어졸(Lydia Beardsall) 사이에서 다섯 명의 자녀 중 넷째 아이이자 막내아들로 태어났다. 학력이나 교양, 문화적인 면에서 현저한 차이가 나던 부모 사이의 긴장감, 그에게 “내 마음 속의 시골”이라는 배경을 형성하도록 해 준 이곳에서의 어린 시절, 그리고 노동자 계급에 속하는 그의 계층의식은 그의 작품에 투영되어 있다.
1910년, 그의 첫 번째 소설 ≪하얀 공작≫이 출간되었다. 그리고 그해 12월 9일에 연인이자 정신적 지주처럼 그와 밀접한 관계를 유지해 오던 그의 어머니가 암에 걸려 오랫동안 투병해 오다가 죽었다. 어머니의 죽음은 그의 소설 ≪아들과 연인≫에 나오는 모렐 부인(Mrs. Morell)의 죽음처럼 그가 말할 수 없는 좌절을 겪으며 아픈 세월을 보내도록 했다. 하지만 로런스는 어머니의 죽음으로 인해 큰 충격을 받아 중병을 앓으면서도 이를 버티기 위한 정신적인 위안제로 ≪아모레즈(Amores)≫, ≪사랑의 시(Love Poems and others)≫, ≪새로운 시(New Poems)≫에 실린 대부분의 연애시를 집필했다.
1912년 그는 노팅엄 대학 시절의 은사인 위클리(Weekley) 교수에게 취직을 부탁하러 갔다가 운명의 여인인 위클리 교수의 부인 프리다(Frieda)를 만나게 되었다. 그녀는 그보다 여섯 살 연상인데다가 어린 세 아이의 어머니로, 독일 남작 프리드리히 폰 리히토펜(Friedrich von Richthofen)의 딸이었다. 그들은 서로 만나자마자 사랑에 빠져 영국을 떠나 독일로 사랑의 도피행을 갔다. 그들은 프랑스 국경과 접한 독일의 한 지방에 묵었는데, 그는 이때 영국의 스파이라는 죄목으로 체포되지만, 프리다 아버지의 도움으로 풀려났다. 이 후 그들은 밀월여행을 하면서 알프스 산을 넘어 리바까지 도보 여행을 하는데, 로런스는 이 과정에서 시집 ≪보라, 우리는 이겨 냈도다(Look! We Have Come Through)≫의 사랑시들을 썼다. 1914년 프리다가 위클리 교수와 정식으로 이혼을 하자 로런스는 그녀와 정식으로 결혼했으며, 이해에 ≪무지개(The Rainbow)≫를 출간했지만, 곧 비도덕적이고 외설적이라는 이유로 발매 중지를 당했고, 로런스는 외설 작가로 낙인이 찍혔다.
1928년에 ≪채털리 부인의 사랑(Lady Chatterley's Lover)≫이 미국과 이탈리아의 피렌체, 프랑스의 파리에서 출간되었지만, 이 작품은 그에게 외설 작가라는 악명을 더해 주었다. 영국 신문들은 이 작품을 외설물이라고 공박했으며, 이 소설의 해적판이 미국에서 나돌 지경에 이르렀고, 영국 경시청은 소설 ≪채털리 부인의 사랑≫과 1929년에 출간된 시집 ≪팬지(Pansies)≫를 압수했다. 그러나 로런스는 이러한 온갖 고난과 질병에도 불구하고 스위스, 독일, 프랑스, 스페인 등으로 옮겨 다니며 계속해서 작품을 썼는데, 그가 말년에 쓴 ≪마지막 시집(Last Poems)≫은 그의 최고의 시적인 성취를 보여 주고 있으며, 그의 최후의 소설인 ≪도망간 수탉(The Escaped Cock)≫[후에 ≪죽었던 사나이(The Man Who Died)≫로 개정]은 그의 작품의 주요 기저인 삶의 철학, 남녀 사이의 육체적인 유대로 부활에 버금가는 생명력을 되찾는다는 신조를 보여 주고 있다.
로런스는 1930년 폐병이 심해져 의사의 강력한 권고로 프랑스 남부의 방스에 있는 요양원에 들어가 있다가 요양원에서 나온 다음 날인 3월 2일에 이탈리아 베네치아의 빌라 로버몬드(Villa Robermond)에서 죽었다.
인간을 비인간화하는 현대 문명과 산업주의를 비판하고 정서적인 건강과 활력, 본능, 자발성 등을 중요시한 로런스는 평생에 걸쳐 그의 개인적인 고상한 철학을 계속해서 발전시켰다. 비록 이러한 그의 견해는 당대에 대중과 공공 기관으로부터 많은 비난을 받았지만, 시간이 흐르면서 앞서 간 그의 시대정신과 진정한 인간관계의 활력 있는 균형이론으로 재평가를 받으며 높이 감탄을 사고 있다.

## 작품
- 《하얀 공작》(The White Peacock, 1911)
- 《침입자》(The Trespasser, 1912)
- 《아들과 연인》(Sons and Lovers, 1913)
- 《프러시아 장교와 그외 이야기들》(The Prussian Officer and Other Stories, 1914)
- 《무지개 (소설)》(The Rainbow, 1915)
- 《사랑에 빠진 여인》(Women in Love, 1920)
- 《길을 잃은 소녀》(The Lost Girl, 1920)
- 《아론의 지팡이》(Aaron's Rod, 1922)
- 《캥거루》(Kangaroo, 1923)
- 《갈대속의 소년》(The Boy in the Bush, 1924)
- 《날개달린 뱀》(The Plumed Serpent, 1926)
- 《채털리 부인의 연인》(Lady Chatterley's Lover, 1928)
- 《탈출한 수탉》(The Escaped Cock, 1929), (재출간명 《죽은 남자》(The Man Who Died)
- 《처녀와 집시》(The Virgin and the Gypsy, 1930)

## 같이 보기
- 메이블 닷지 루한
- 아나이스 닌
- 앤서니 버제스
- 프랭크 커모드
- 케이트 밀럿